# Ricardo Echarte San Martín
Ricardo Echarte San Martín (Pamplona, 4 de octubre de 1974) es un deportista español que compitió en judo, en la categoría de –81 kg. Ganó dos medallas en el Campeonato Europeo de Judo, plata en 2000 y bronce en 2004.

## Palmarés internacional
| Campeonato Europeo | Campeonato Europeo  | Campeonato Europeo | Campeonato Europeo |
| Año                | Lugar               | Medalla            | Categoría          |
| ------------------ | ------------------- | ------------------ | ------------------ |
| 2000               | Breslavia (Polonia) | Medalla de plata   | –81 kg             |
| 2004               | Bucarest (Rumania)  | Medalla de bronce  | –81 kg             |